# Турандіно
Турандіно (рос. Турандино) — присілок Бокситогорського району Ленінградської області Росії. Входить до складу Климовського сільського поселення.
Населення — 15 осіб (2012 рік). 